# Royal Aircraft Factory S.E.4
Il Royal Aircraft Factory S.E.4 (Scout Experimental) era un monomotore da ricognizione biplano, una tipologia di velivolo definito nel suo paese d'origine come scout, sviluppato dall'azienda britannica Royal Aircraft Factory e prodotto dal Royal Aircraft Establishment negli anni dieci del XX secolo.
Realizzato in un unico esemplare, venne utilizzato dal Royal Flying Corps, l'aeronautica militare britannica, durante le fasi iniziali della prima guerra mondiale venendo velocemente sostituito da modelli più efficienti.

## Tecnica
L'S.E.4 era un velivolo dall'impostazione per l'epoca classica: monomotore monoposto con velatura biplana e carrello fisso.
La fusoliera era caratterizzata dalla presenza di un abitacolo destinato al pilota che aveva anche il ruolo di osservatore. Posteriormente terminava in un impennaggio classico monoderiva.
La configurazione alare era biplana, con l'ala inferiore, posizionata bassa sulla fusoliera, leggermente spostata verso coda rispetto alla superiore, posizionata alta a parasole, collegate tra loro da una doppia coppia di montanti per lato integrati da tiranti in cavetto in acciaio.
Il carrello d'atterraggio era un semplice biciclo anteriore fisso, equipaggiato con ruote di grande diametro, integrato posteriormente da un pattino d'appoggio ammortizzato.
La propulsione era affidata ad un motore Gnome 14 Lambda-Lambda, un rotativo a 14 cilindri doppia stella raffreddato ad aria in grado di erogare una potenza pari a 160 hp (119 kW), posizionato all'apice anteriore della fusoliera ed abbinato ad un'elica quadripala a passo fisso.

## Utilizzatori
Regno Unito
- Royal Flying Corps